# Zasilanie redundantne
Uzasadnienie: To samo zagadnienie
Zasilanie redundantne jest to zapewnienie drugiego niezależnego (alternatywnego, równoległego) zasilania (niewrażliwego na warunki zewnętrzne, w tym wyładowania atmosferyczne oraz zaniki napięcia) urządzeniom, które ze względu na pełnioną funkcję muszą pracować bez przerwy. Podłącza się je najczęściej poprzez port RPS (np.: przełączniki).
Takim systemem podtrzymującym dostawę energii elektrycznej na wypadek awarii zasilania obejmuje się serwerownie, jednostki rządowe, pomieszczenia intensywnej opieki medycznej oraz sale operacyjne. Dzięki temu dane urządzenia mogą pracować podczas zaniku zasilania. Można to porównać do funkcji UPS-ów (typu on-line), lecz znaczniej wydajniejszej, bo w przeciwieństwie do nich brak prądu może trwać znacznie dłużej niż tylko tyle, na ile wystarczają akumulatory.